# Discografia de Di Melo
A discografia de Di Melo, cantor e compositor brasileiro, consiste em oito álbuns de estúdio, três álbuns ao vivo e quatro compilações. Lançou também seis singles e quatro vídeos musicais. O artista fez aparições em 23 álbuns, entre compilações e trabalhos de outros músicos.

## Álbuns

### Álbuns de estúdio
| Título | Certificações | Vendas |
| --- | ------------- | ------ |
| Di Melo - Lançamento: 14 de janeiro de 1975 - Gravadora: EMI-Odeon - Formato(s): LP, CD, download digital                         | —             | —      |
| Distando Estava - Lançamento: Data desconhecida - Gravadora: Camerati - Formato(s): CD, download digital                          | —             | —      |
| Sons, Sacações, Sambas e Tesões - Lançamento: Data desconhecida - Gravadora: Independente - Formato(s): CD, download digital      | —             | —      |
| Seleção de Sambas - Lançamento: Data desconhecida - Gravadora: Independente - Formato(s): CD, download digital                    | —             | —      |
| Multicheiro - Lançamento: Data desconhecida - Gravadora: Independente - Formato(s): CD, download digital                          | —             | —      |
| Ah! É de Engravidar o Coração - Lançamento: Data desconhecida - Gravadora: Independente - Formato(s): CD, download digital        | —             | —      |
| Imorrível - Lançamento: 17 de janeiro de 2016 - Gravadora: Casona Produções - Formato(s): LP, CD, download digital                | —             | —      |
| Atemporal (com Cotonete) - Lançamento: 27 de maio de 2019 - Gravadora: Favorite Recordings - Formato(s): LP, CD, download digital | —             | —      |

### Álbuns de compilação
| Título | Certificações | Vendas |
| --- | ------------- | ------ |
| Coletânea - Lançamento: Data desconhecida - Gravadora: Independente - Formato(s): CD, download digital                 | —             | —      |
| Multicheiro 2 - Lançamento: Data desconhecida - Gravadora: Independente - Formato(s): CD, download digital             | —             | —      |
| 32 de Fevereiro - Lançamento: Data desconhecida - Gravadora: Independente - Formato(s): CD, download digital           | —             | —      |
| Sambas, Armações e Tesões - Lançamento: Data desconhecida - Gravadora: Independente - Formato(s): CD, download digital | —             | —      |

### Álbuns ao vivo
| Título | Certificações | Vendas |
| --- | ------------- | ------ |
| Di Melo no Estúdio Showlivre - Lançamento: 13 de outubro de 2016 - Gravadora: Showlivre - Formato(s): Download digital          | —             | —      |
| Di Melo no Estúdio Showlivre, Vol. 2 - Lançamento: 19 de outubro de 2018 - Gravadora: Showlivre - Formato(s): Download digital  | —             | —      |
| Di Melo no Estúdio Showlivre, Vol. 3 - Lançamento: 15 de novembro de 2019 - Gravadora: Showlivre - Formato(s): Download digital | —             | —      |

## Singles
| Título (lado A/lado B) | Certificações | Vendas |
| --- | ------------- | ------ |
| "Kilariô" "Pernalonga" - Lançamento: 1975 - Gravadora: EMI-Odeon - Formato(s): Disco de vinil | —             | —      |
| "Kilariô" "Conformópolis" - Lançamento: 1975 - Gravadora: EMI-Odeon - Formato(s): Disco de vinil | —             | —      |
| "A Vida em Seus Métodos Diz Calma" (com Pretinho da Serrinha) - Lançamento: 21 de maio de 2018 - Gravadora: Lunar Multimídia - Formato(s): Download digital                                                                                     | —             | —      |
| "A.E.I.O.U." "A.E.I.O.U. (Dub Version)" (com Cotonete) - Lançamento: 15 de junho de 2018 - Gravadora: Favorite Recordings - Formato(s): Disco de vinil, download digital                                                                        | —             | —      |
| "A.E.I.O.U. (Dimitri from Paris Remix)" "A.E.I.O.U. (Dimitri from Paris Super Disco Dub)" (com Cotonete e Dimitri from Paris) - Lançamento: 26 de abril de 2019 - Gravadora: Favorite Recordings - Formato(s): Disco de vinil, download digital | —             | —      |
| "Careca Velha" - Lançamento: 6 de agosto de 2020 - Gravadora: Dorsal Musik - Formato(s): Download digital | —             | —      |

## Vídeos musicais
- "Barulho de Fafá" (2012)[15]
- "Kilariô" (2016)[16]
- "Má-Lida" (2019)[17]
- "Papos Desconexos, Part. 1" (2019)[18]

## Álbuns de tributo
- Podível e Impodível (2021)[19]

## Outras aparições
| Ano  | Título(s)                                                     | Álbum                                                |
| ---- | ------------------------------------------------------------- | ---------------------------------------------------- |
| 1997 | "A Vida em Seus Métodos Diz Calma"                            | Blue Brazil, Vol. 2 (vários artistas)                |
| 2001 | "A Vida em Seus Métodos Diz Calma"                            | Samba Soul 70! (vários artistas)                     |
| 2003 | "A Vida em Seus Métodos Diz Calma"                            | Blue Note Trip - Sunset (DJ Maestro)                 |
| 2003 | "Se o Mundo Acabasse em Mel"                                  | Movimento Balanço (vários artistas)                  |
| 2004 | "Se o Mundo Acabasse em Mel"                                  | The Brazilian Beat Mix: Baile Funk (vários artistas) |
| 2004 | "Se o Mundo Acabasse em Mel"                                  | Brazilian Funk Mode (DJ Spinna)                      |
| 2004 | "Kilariô"                                                     | Soul of Brazil (vários artistas)                     |
| 2004 | "Kilariô"/"Minha Estrela"                                     | Funk Black Rio (vários artistas)                     |
| 2005 | "Se o Mundo Acabasse em Mel"                                  | Seleção Soul (vários artistas)                       |
| 2006 | "Kilariô"                                                     | Soul Brasil (vários artistas)                        |
| 2006 | "A Vida em Seus Métodos Diz Calma"                            | Latin Grooves (vários artistas)                      |
| 2006 | "A Vida em Seus Métodos Diz Calma"                            | Deadstock 2006 (Black Grass)                         |
| 2007 | "A Vida em Seus Métodos Diz Calma"                            | Então Tome! Feira Livre, Vol. 1 (DJ Paulão)          |
| 2007 | "Pernalonga"                                                  | Experience Brazil (vários artistas)                  |
| 2013 | "Pernalonga"                                                  | Brazuca! (vários artistas)                           |
| 2013 | "Kilariô"                                                     | Canvãs do Brasil (vários artistas)                   |
| 2013 | "Crônica da Maldita Saudade"                                  | Confundindo Sábios (Rashid)                          |
| 2016 | "Xangô É Rei"                                                 | Peregrino (Ccoma)                                    |
| 2018 | "A Vida em Seus Métodos Diz Calma" (com Pretinho da Serrinha) | Os Ímpares (vários artistas)                         |
| 2019 | "Carnaval do Fim do Mundo"                                    | Para Manter a Loucura Estável, Parte 2 (Vitoriano)   |
| 2019 | "Do Jeito que Tá"                                             | Prosperidade & Seguimento (Markão II Dmn)            |
| 2020 | "Careca Velha"                                                | Onze (vários artistas)                               |
| 2021 | "Se o Mundo Acabasse em Mel"                                  | Sol de Verão 2021 (vários artistas)                  |